# Западные подстепные ильмени
Западные подстепные ильмени — система пресных и солоноводных озёр в западной части дельты Волги в Астраханской области и Калмыкии. Из общей площади дельты Волги, раскинувшейся на территории около 24,3 тыс. км², западно-подстепные ильмени занимают более 5,9 тыс. км².

## Физико-географическая характеристика

### Геоморфология
Западные подстепные ильмены расположены в пределах западной ильменно-бугровой равнины, представляющую собой первичную морскую аккумулятивную равнину. Рельеф равнины сформировался в позднечетвертичный и современный период под воздействием хвалынской и новокаспийкой трансгрессий Каспийского моря. Специфической формой рельефа являются вытянутые в субширотном направлении бэровские бугры. Собственно ильмени приурочены к межбугровым понижениям и, как правило, повторяют форму прилегающих бугров.

### Гидрология и климат
Климат засушливый, континентальный. Годовое количество осадков составляет 110—180 мм, большая часть осадков выпадает в период с мая по сентябрь. В этой связи главным источником поступления воды в водную систему является речной сток из дельты Волги. Питание западных ильменей осуществляется волжскими водами в основном в период половодья, посредством ериков и протоков, отходящих от реки Волги и рукава Бахтемир (Каньга, Малая Дарма, Дарма, Ножевский проток, Бертюль, Алгаза, Икрянка, Бушма и др.). По режиму питания ильмени подразделяются на проточные и обособляющиеся. Проточные ильмени расположены в основном вдоль рукава Бахтемир. Остальные ильмени, расположенные на севере и западе района, питаются волжскими водами только в половодье и в межень обособляются группами или порознь, вследствие пересыхания питающих их проток — ериков.
До создания Волжско-Камского каскада водохранилищ обводнение западных подстепных ильменей осуществлялось по естественным водотокам. Зарегулирование стока реки Волга привело к сокращению площади обводнения ильменей. Многие протоки, по которым волжская вода поступала в зону западно-подстепных ильменей, оказались перегорожены дамбами, что привело к сокращению их площадей. В результате этого на местах больших и пресноводных ильменей сформировались пересохшие, с небольшим количеством воды в центральной части, а ряд других ильменей совершенно исчез. В некоторых местах образовались засоленные озера, локально — солончаки. В 1970-х годах в целях обводнения ильмененей были построены и введены в эксплуатацию оросительно-обводнительные системы (Лиманская, Восточенская и др). Тем не менее, с 1961 года объём воды, поступающей в западные подстепные ильмени из русла Бахтемира в половодье сократился с 3,67 км³ до 1,67 км³ воды в 2003 году.
В южной части озёрной системы, особенно на участках, граничащих с морским побережьем, вода в ильмени проникает с Каспийского моря под воздействием нагонных ветров.
Сезонные колебания уровня воды в водоёмах от меженного до половодного периода достигают 1,5 м. Причиной таких колебаний являются, наряду с испарением, заборы воды на нужды орошаемого земледелия. Степень минерализации воды в водоёмах изменяется в 4 и более раз. Средняя продолжительность ледового периода колеблется от 80 до 115 дней. Разрушение ледового покрова чаще всего происходит в начале марта. Наиболее ранние даты осеннего ледостава 19-21 ноября. Преобладающее направление ветров — восточное, юго-восточное, реже северо-восточное.

### Почвы
Почвенный покров комплексный: на буграх Бэра распространены бурые полупустынные почвы, в межбугровых понижениях ильменно-болотные и ильменно-луговые почвы.

### Флора и фауна
Сочетание пресных и соловодных, проточных и непроточных водоёмов создаёт благоприятные условия для биоразнообразия. Прибрежный пояс пресноводных ильменей образуют тростниково-рогозовые заросли. Надводная растительность, помимо прибрежного пояса, занимает значительную часть водной поверхности, образуя сплошные, куртинные или куртинно-кулисные заросли. Широко представлена плавающая и погруженная растительность, в которой доминируют кувшинка белоснежная, кубышка жёлтая, сальвиния, рдесты гребенчатый, пронзённо-листный, Берхтольда, курчавый, а также роголистник погруженный, уруть колосистая, кладофора, харовые водоросли и другие виды. На отдельных ильменях тростниково-рогозовые заросли покрывают всю акваторию. На поверхности воды здесь обычны ряска маленькая и многокоренник обыкновенный, сальвиния плавающая, водокрас лягушачий. По урезу воды некоторых ильменей сохраняются ивовые и лоховые насаждения..
Для солоноводных водоёмов характерно отсутствие либо угнетение высшей водной растительности, в условиях повышенной минерализации представлена солелюбивая растительность: харовые водоросли, руппия, наяда, рдест гребенчатый, зелёные водоросли. Из кустарников обычен тамарикс многоветвистый.
В районе западных подстепных ильменей встречаются более 250 видов птиц и 35 видов млекопитающих. В населении птиц, наряду с типично водными видами, присутствуют пустынные — журавль-красавка, авдотка, серая куропатка, пеганка, огарь. Число основных видов гнездящихся птиц здесь составляет: лебедя-шипуна — 1,0-1,5 тыс. пар, серого гуся — более 1 тыс. пар, лысухи — более 25 тыс. пар, пеганки — 1,5-2,0 тыс. пар.
Угодье расположено на второстепенном пролётном пути водоплавающих и околоводных птиц, гнездящихся на территории Западно-Сибирской равнины, Северного Казахстана и других районов, и зимующих на обширном пространстве юга Западной Европы, Африки и Передней Азии. Общая численность мигрирующих за весенний сезон водоплавающих птиц оценивается ориентировочно в 1-1,5 млн особей.
Место обитания ряда видов животных, занесённых в Красную книгу Российской Федерации. Здесь гнездятся колпица, каравайка, ходулочник, журавль-красавка, скопа. На пролёте встречаются дрофа, стрепет, шилоклювка, сокол-сапсан.
Ильмени характеризуются однородной ихтиофауной с доминированием 5-6 видов из встречаемых 10-12 форм: щука, плотва-серушка, окунь, краснопёрка, линь, золотой карась. Встречаются сазан, густера, белоглазка, синец, серебряный карась. В весеннее время при больших половодьях в ильмени могут заходить вобла, жерех, сом, язь. Вселены с рыбоводными целями карп, толстолобики и белый амур

## Хозяйственное использование
В районе западно-подстепных ильменей развито орошаемое земледелие—выращивание бахчевых и овощных культур, а также риса. Используются преимущественно озёрные ложа, иногда участки бугров. Общая площадь сельхозкультур достигает 16,0 тыс.га. Широко применяется переложная система использования территории: отдельные озера периодически осушаются под посевы, а затем вновь заполняются водой. В технологии выращивания овощных культур широко используются минеральные удобрения. В рисоводстве используются также гербициды и пестициды.
Площадь пастбищ для крупного и мелкого скота превышает 130,0 тыс.га.

## Экологическая ситуация
Ильмени испытывают интенсивное загрязнение при поступлении воды из Волги с большими концентрациями нефтепродуктов (7-9 ПДК и выше), а также соединений меди, цинка, фенола, нитратов. Особо крупным источником загрязнения ильменей является сброс неочищенных промышленных стоков Астраханского целлюлозно-картонного комбината и коммунально-бытовых стоков. Загрязнение водоёмов происходит также в результате поступления с сельхозугодий минеральных удобрений и химических соединений, используемых для защиты растений.
Общее негативное влияние на экосистемы западно-подстепных ильмененей оказывает общий дефицит воды, поступающей из Волги.